# 莉薩·安
莉薩·安（1972年5月9日—）是一名美國體育電台廣播女主持人和女性色情片演員。

## 生涯
莉薩·安在賓夕法尼亞州伊斯頓出世。大約在1990年時，她開始以跳艷舞來支付其大學學費，其後她成為受認可的牙醫助理。1993年7月，她開始擔任成人演員，但在1997年由於害怕患上愛滋病而離開。接著的數年，她在全美國的脫衣舞俱樂部演出並順道旅遊，後來他重返色情業擔任代理人，後來又參與演出。她的人才機構—清析人才管理（Clear Talent Management）在2006年11月成立，後來改名為莉薩·安人才管理（Lisa Ann's Talent Management）。2007年，莉薩·安人才管理與西莫爾·巴茲的燈塔機構（Lighthouse Agency.）合併。
2008年10月2日，莉薩·安證實將會主演《誰在幹佩林？》，這套色情片是戲仿美國共和黨副總統候選人莎拉·佩林。這部電影由拉里·弗萊恩特的Hustler視頻所製作，這套電影是描繪莉薩·安與其他扮演著名女政客的色情女演員的性愛場面，例如老牌色情演員尼娜·哈特利扮演的希拉里·克林頓和雅達·法厄所飾演的康多莉扎·賴斯。這套片在2008年選舉日正式上映。
10月31日，《Hustler》宣佈莉薩·安將會主演《奧巴馬在幹佩林》（Obama is Nailin' Paylin），電影除了繼續以莎拉·佩林為主題外，亦加插了對美國總統巴拉克·奧巴馬的嘲諷。這套電影只有在《Hustler》會員網站上以藍光版本放映，DVD則不適用。這個外傳式電影在2008年11月3日的選舉前夕上映。2009年3月，《Hustler》公佈將會開拍《誰在幹佩林？》的續集，由莉薩·安飾演莎拉·佩林。 這套電影在2009年8月26日上映，名叫《萊特曼在幹佩林》。
莉薩·安在Eminem的音樂視頻《我們製造你》中再次扮演莎拉·佩林，她得以演出實在有賴導演約瑟夫·卡恩的建議。
經過莉薩·安的朋友色情演員C.J賴特的鼓勵後，她首度參演不同種族的色情片—《Hung XXX》，並在2009年9月由賈斯汀·史尼亞國際發行。
天娜·菲在《娛樂揸Fit人：一個色情模仿秀》中開玩笑稱莉薩·安的對外政策的認識比自己和莎拉·佩林都還要多。
2009年12月，莉薩·安成為RealTouch的發言人，RealTouch一個由AEBN機械化生產的人工陰道。
2010年3月，莉薩·安代表言論自由聯盟發表公共服務公告，主題是互聯網的盜版成人內容，由麥可·懷特克策劃。現場標題為「言論自由聯盟全明星反盜版公共服務公告」（FSC All-Star Anti-Piracy PSA），同場的成人演員還有朱莉梅·多斯、金佰利·凱恩、罗恩·杰里米和邪惡影像合約演員亞莉特克拉·布魯和Kaylani Lei。
2010年4月，莉薩·安與妮琪·班茲和肖恩·邁克爾斯一同主持XRCO獎。她對此說道：「XRCO是我投身色情業以來的首項活動，而現在又成為主持，可謂責任重大！」
2018年，莉薩·安宣布復出，再投入色情業，並與Evilangel簽署4年合約。

## 獎項
- 2006年：CAVR（英语：CAVR） - 年度最佳復出演員
- 2006年：成人電影評論家組織獎（英语：XRCO Award） - 最佳復出演員
- 2009年：成人影帶新聞獎 - 年度最佳MILF或美洲獅演員[21]
- 2009年：成人影帶新聞獎名人堂成員[21]
- 2010年：成人電影評論家組織獎（英语：XRCO Award） - 年度最佳MILF[22]
- 2010年：成人媒體與娛樂支持者獎（英语：F.A.M.E. Award） - 最受喜愛MILF[23]
- 2011年：成人產業獎（英语：XBIZ Award） - 年度MILF演員
- 2011年：都市成人獎（英语：Urban X Award#Hall of Fame Inductees） - 最佳MILF演員
- 2011年：成人影帶新聞獎 - 年度最佳MILF或美洲獅演員
- 2011年：成人影帶新聞獎 - 最佳全女性愛場景
- 2011年：成人影帶新聞獎 - 最佳口交場景
- 2012年：成人影帶新聞獎 - 年度交叉之星
- 2012年：成人影帶新聞獎 - 最佳色情明星網站
- 2013年：Exxxotica Fanny Award - Who's Your Mommy? (MILF Performer of the Year)[24]
- 2013年：夜遊成人娛樂獎（英语：NightMoves Award） – Social Media Star (Editor's Choice)[25]
- 2013年：成人電影評論家組織獎名人堂成員[26]
- 2014年：成人影帶新聞獎 - Hottest MILF (粉絲票選)

## 圖集

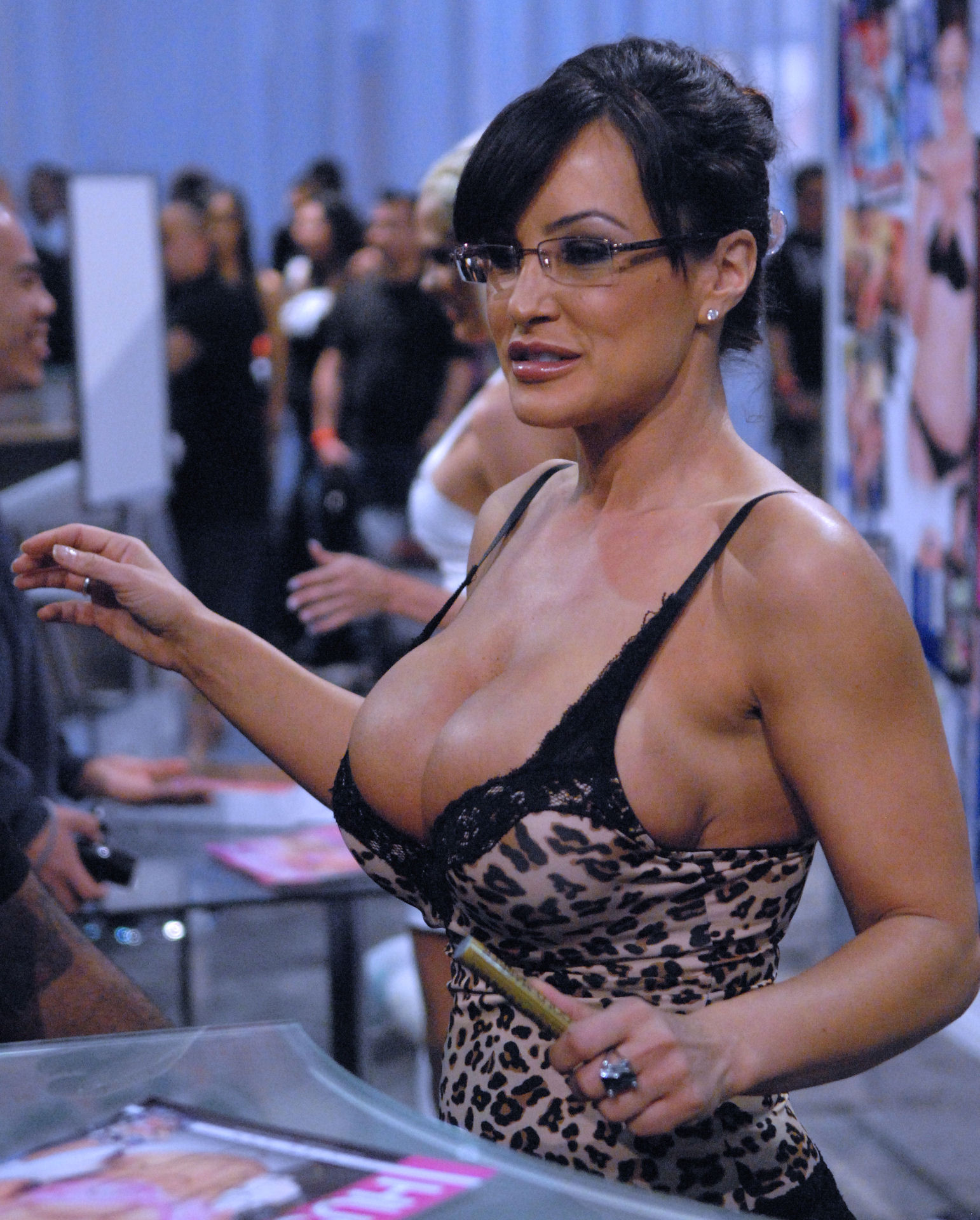
2010年，安出席AVN成人娛樂博覽會
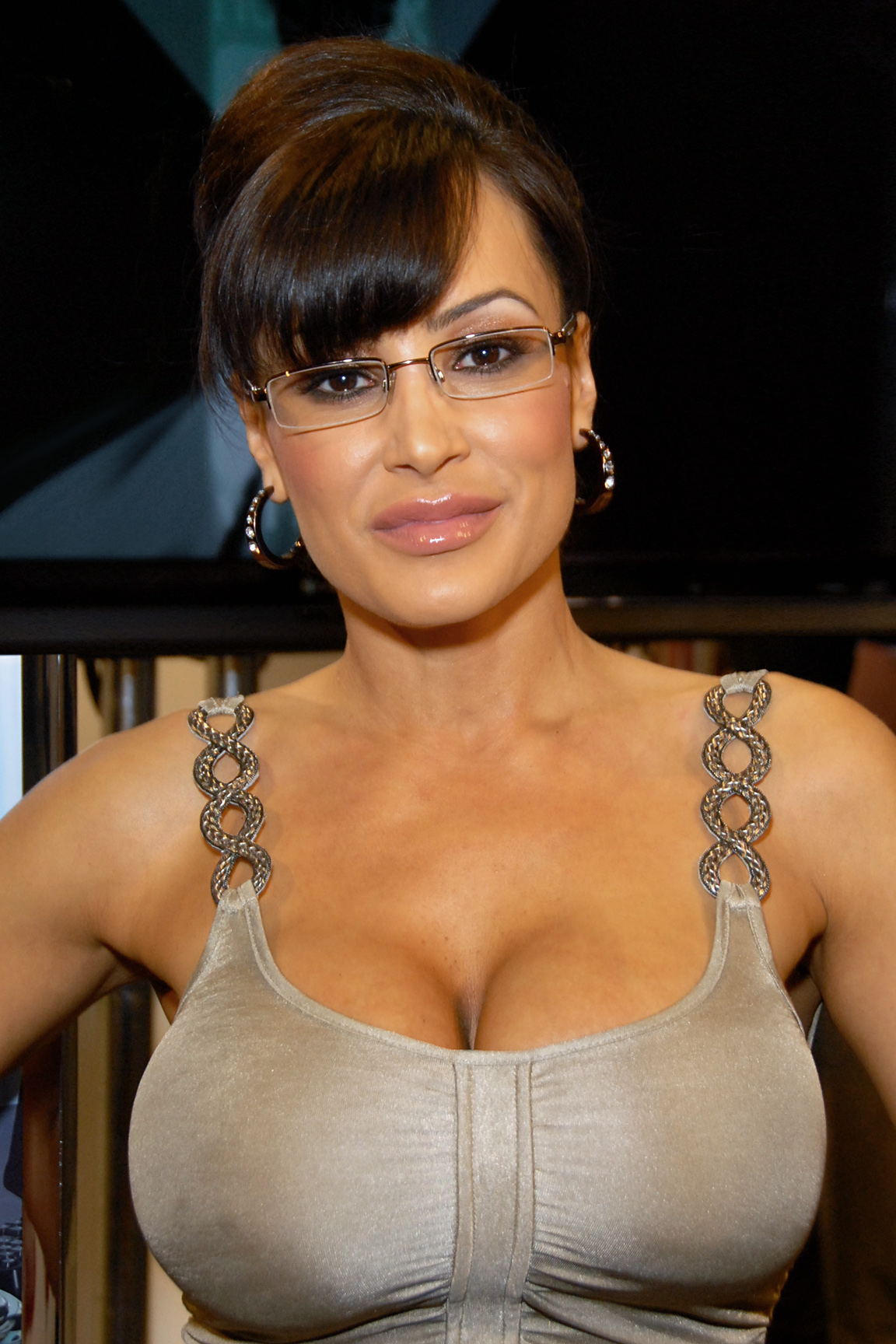
2010年，安出席AVN成人娛樂博覽會
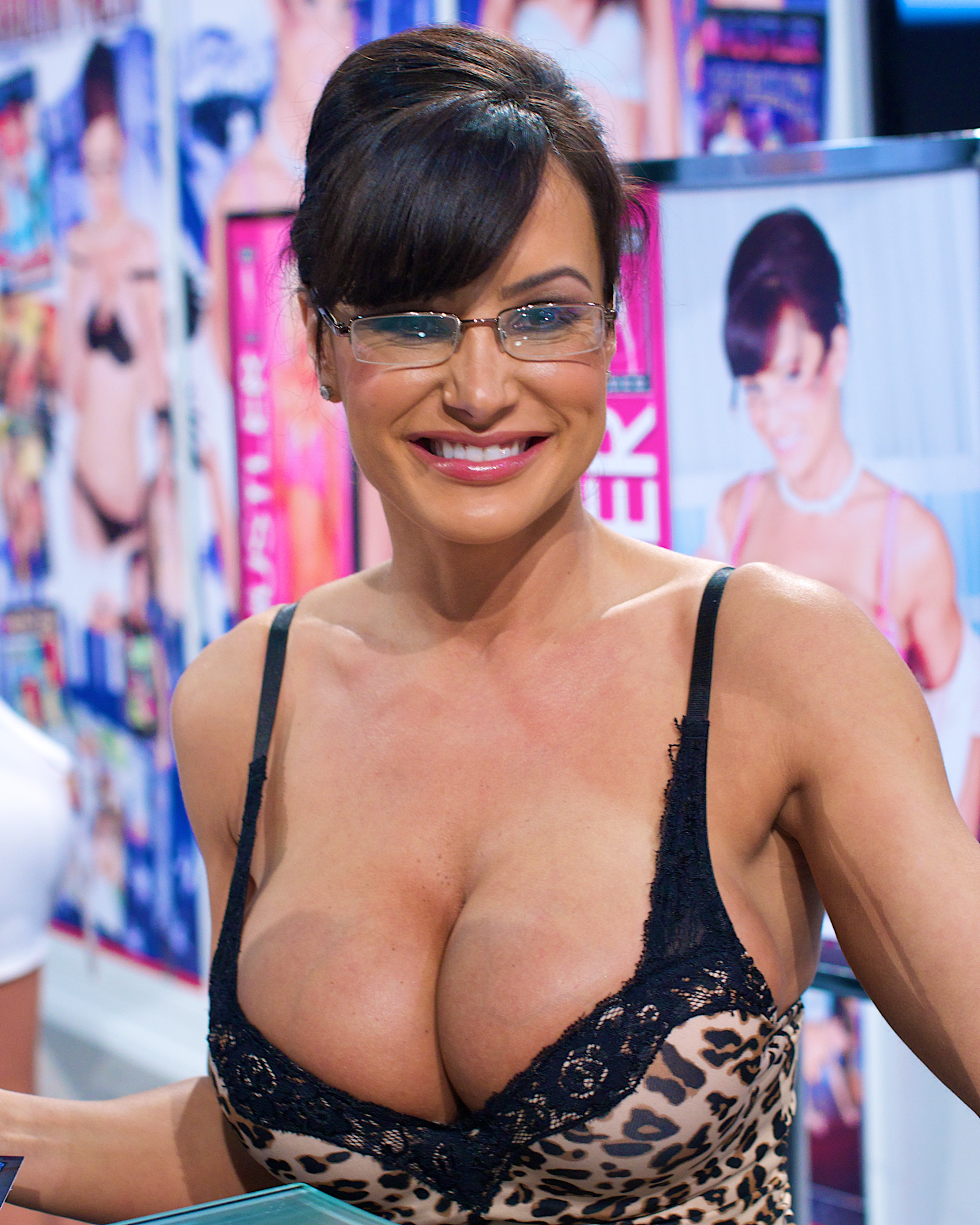
2010年，安出席AVN成人娛樂博覽會
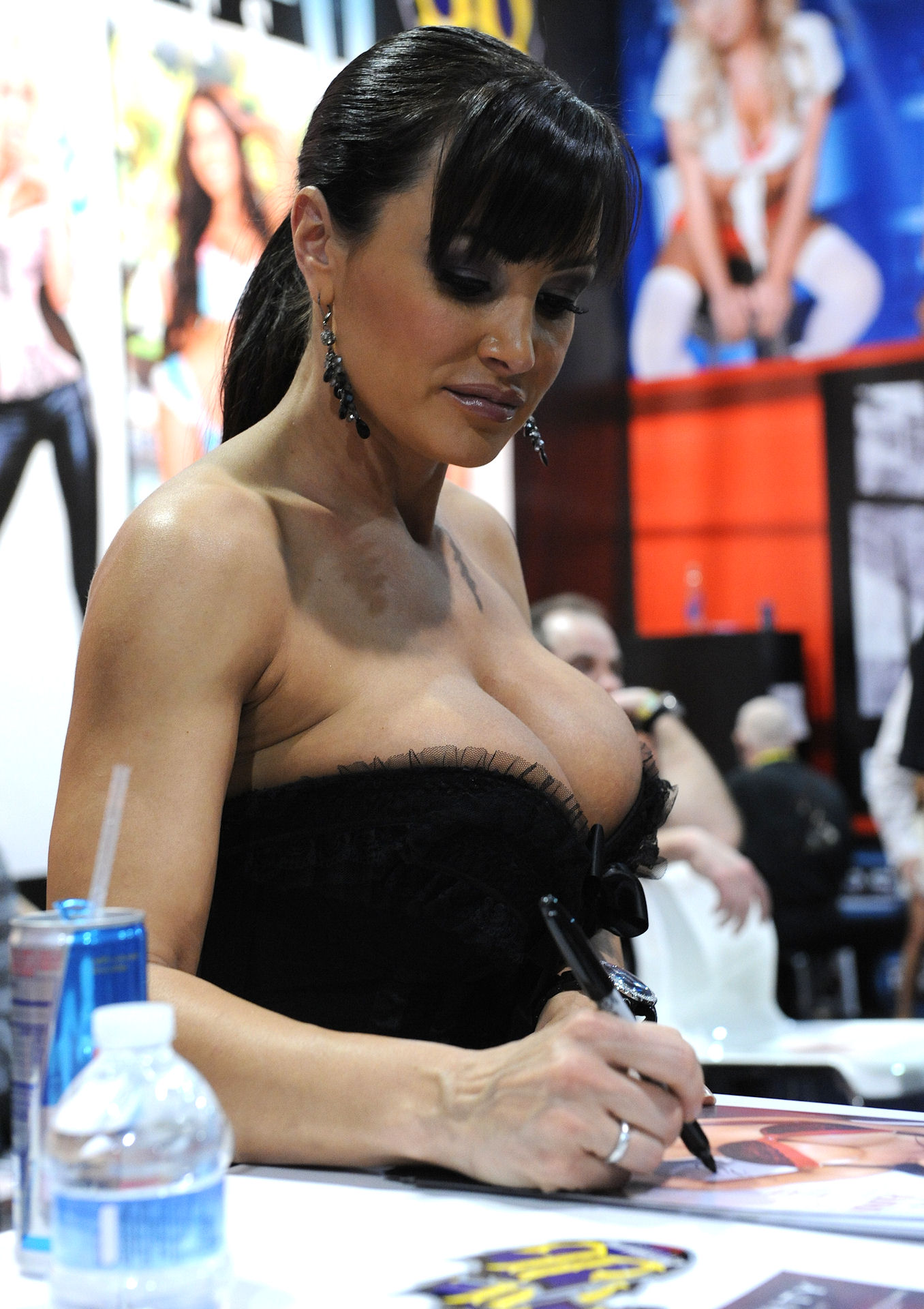
2011年，安出席AVN成人娛樂博覽會
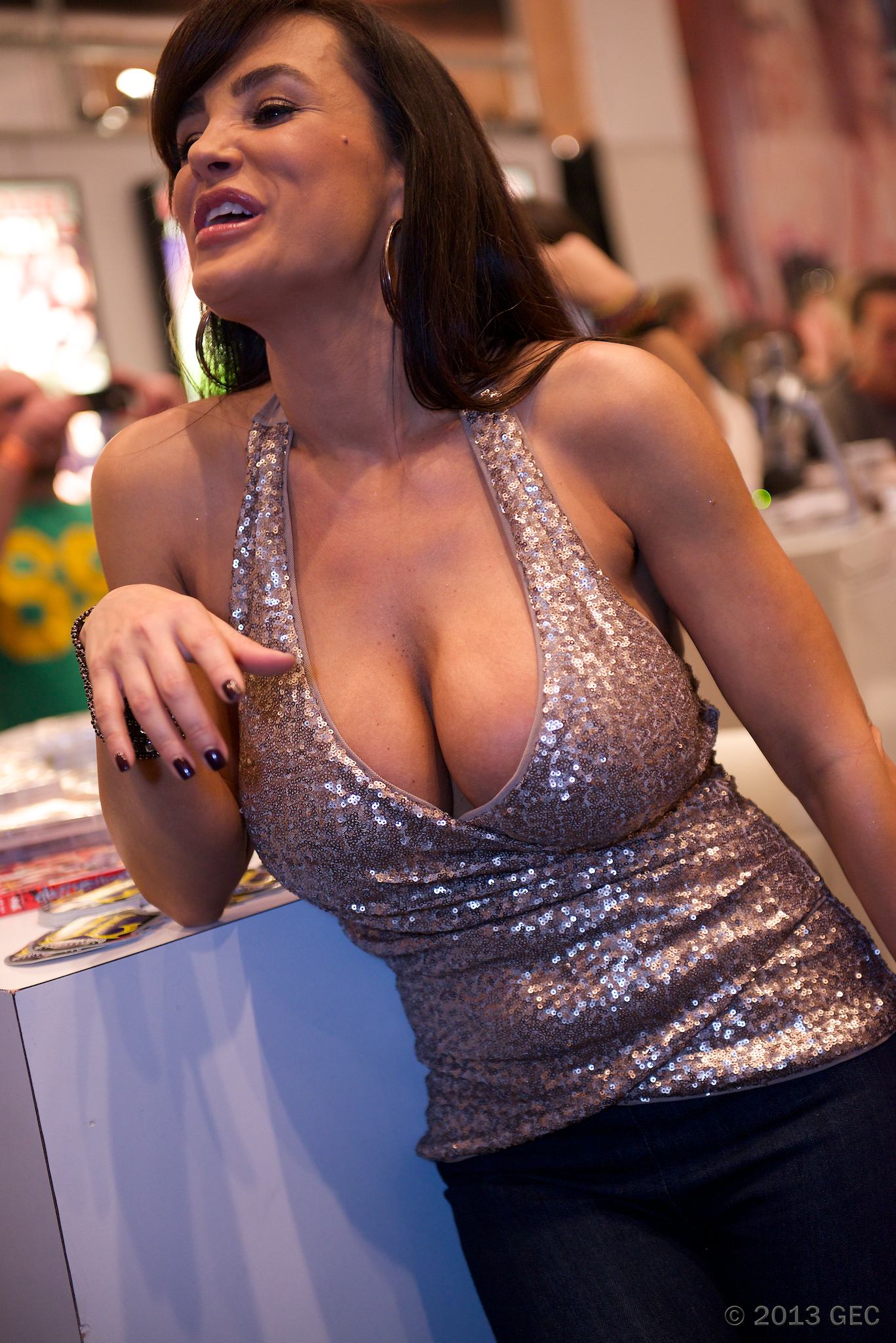
2013年，安出席AVN成人娛樂博覽會

## 外部連結
- （英文）官方网站
- （英文） 麗莎·安的非官方傳記 （页面存档备份，存于）
- （英文）Interview and biography at LukeIsBack.com （页面存档备份，存于）